# Grootoogtonijn
De grootoogtonijn (Thunnus obesus) is een straalvinnige vis uit de familie van makrelen (Scombridae) en behoort derhalve tot de orde van baarsachtigen (Perciformes).

## Beschrijving
De vis kan een lengte bereiken van 250 cm. De hoogst geregistreerde leeftijd is 11 jaar. De vinnen zijn geel.
De vis jaagt zowel overdag als 's nachts op vis en inktvis. De grootoogtonijn is zelf prooidier van tandwalvissen.
De vis paait tweemaal per jaar en de vrouwelijke dieren leggen tussen 2,9 en 6,3 miljoen eieren.

## Leefomgeving
De grootoogtonijn is een zoutwatervis. De vis prefereert een subtropisch klimaat en heeft zich verspreid over de drie belangrijkste oceanen van de wereld (Grote, Atlantische en Indische Oceaan). De grootoogtonijn is afwezig in de Middellandse Zee. De diepteverspreiding is 0 tot 250 m onder het wateroppervlak.

## Relatie tot de mens
De grootoogtonijn is voor de visserij van groot commercieel belang. Als gevolg van te hoge visserij druk zijn de bestanden sterk geslonken en worden deze gekwalificeerd als 'overbevist'. In de hengelsport wordt er weinig op de vis gejaagd. De IUCN geeft de kwalificatie 'kwetsbaar'.